# La Huerta San Agustín
La Huerta San Agustín är en ort i Mexiko.   Den ligger i kommunen Valle de Bravo och delstaten Mexiko, i den södra delen av landet, 110 km väster om huvudstaden Mexico City. La Huerta San Agustín ligger 2 395 meter över havet och antalet invånare är 150.
Terrängen runt La Huerta San Agustín är huvudsakligen kuperad, men söderut är den bergig. La Huerta San Agustín ligger uppe på en höjd. Runt La Huerta San Agustín är det ganska tätbefolkat, med 116 invånare per kvadratkilometer. Närmaste större samhälle är Valle de Bravo, 8,5 km norr om La Huerta San Agustín. I omgivningarna runt La Huerta San Agustín växer huvudsakligen savannskog.